# Čelákovická pahorkatina
Čelákovická pahorkatina je geomorfologický okrsek Mělnické kotliny, ležící v okresech Praha-východ a Nymburk. Nejvyšší bod Čelákovické pahorkatiny je Šibeňák (205 m n. m.).

## Poloha a sídla
Území okrsku leží zhruba mezi městysy Lázně Toušeň (na severozápadě), Kounice (na jihovýchodě) a obcemi Přerov nad Labem (na severovýchodě), Bříství (na východě). Zcela uvnitř okrsku leží titulní město Čelákovice a obec Mochov.

## Geomorfologické členění
Okrsek Čelákovická pahorkatina (dle značení Jaromíra Demka VIB–3C–7) náleží do celku Středolabská tabule a podcelku Mělnická kotlina.
Podrobnější členění Balatky a Kalvody okrsek Čelákovická pahorkatina nezná, uvádí pouze 3 jiné okrsky Mělnické kotliny (Lužecká kotlina, Staroboleslavská kotlina a Všetatská pahorkatina). Zato uvádí Čelákovickou část.
Demkova Čelákovická pahorkatina sousedí s dalšími okrsky Středolabské tabule: Labsko-vltavská niva na severu, Sadská rovina na východě, Kouřimská tabule na jihovýchodě, Bylanská pahorkatina na jihu a Čakovická tabule na jihozápadě.